# 프랑크 엥겔
프랑크 엥겔 (Frank Engel, 1951년 2월 15일~ )은 동독의 출신의 전 축구선수 및 지도자이다.
1989년 12월 대우 로얄즈의 감독으로 선임되었으며 이는 K리그 최초 외국인 감독이었다. 1990 시즌 한 시즌 후 연봉 협상 결렬로 돌아갔다.